# هاري بابيت
هاري بابيت (بالإنجليزية: Harry Babbitt)‏ هو عازف جاز ومغني أمريكي، ولد في 2 نوفمبر 1913 في سانت لويس في الولايات المتحدة، وتوفي في 9 أبريل 2004 في أليسو فيجو في الولايات المتحدة.

## وصلات خارجية
- هاري بابيت على موقع IMDb (الإنجليزية)
- هاري بابيت على موقع ميوزك برينز (الإنجليزية)
- هاري بابيت على موقع إن إن دي بي (الإنجليزية)
- هاري بابيت على موقع ديسكوغز (الإنجليزية)
- هاري بابيت على موقع قاعدة بيانات الفيلم (الإنجليزية)